# 北方回声报
《北方回声报》是英格兰东北部的一份地区报纸，总部设于达灵顿。《北方回声报》由约翰·希斯洛普·贝尔在皮斯家族的支持下创立，在1870年1月1日首次出版，立场较当时的其他报纸更倾向自由主义。
现在《北方回声报》由Newsquest拥有。根据发行公信会的统计，《北方回声报》每天的销售数量约为51,000份，分别有蒂赛德、北约克郡、北达勒姆、西南达勒姆和达灵顿5个版本。
2006年1月14日，原为大报的《北方回声报》跟随《泰晤士报》、《独立报》和《卫报》等尝试改以小报的形式出版。试行1年多后在2007年2月26日完全转为小报。